# Ikkyu
Ikkyū (一休宗純, Ikkyū Sōjun, 1 de fevereiro de 1394 - 12 de dezembro de 1481), é um dos mais famosos monges da história do Japão e da história do Zen Budismo. Teve importância decisiva na infusão do Zen na cultura japonesa. Foi também um calígrafo, músico e poeta muito respeitado. Mas na cultura popular ficou mais conhecido pelo seu comportamento pouco convencional, seu senso de humor irreverente e sua crítica contra o que via como autoritarismo hipócrita das instituições religiosas.

## Biografia
Diz a tradição que Ikkyū era filho ilegítimo do imperador Go-Komatsu. Por causa de intrigas palacianas, sua mãe foi obrigada a deixar a corte e se refugiar em Sagano, uma área campestre próxima da Quioto. Foi lá que Ikkyu viveu até que aos cinco anos foi separado de sua mãe e levado para o templo Ankoku-ji, da linha Rinzai Zen. Foi então que ganhou o nome de Shuken (não se sabe ao certo qual era seu nome anterior). Aos 17 anos, tornou-se discípulo do monge Ken’o, que terá grande influência sobre ele. Em 1414, Ken’o morreu. Logo depois, Shuken encontrou um novo mestre, chamado Kaso, que foi quem o rebatizou com o nome de Ikkyu. Kaso chegou a nomear Ikkyu seu sucessor, mas o discípulo não parecia muito interessado no cargo.
Ikkyu acabou por abandonar o templo de Kaso e passou anos vivendo como andarilho. Gostava muito de bebidas alcoólicas, frequentava prostíbulos e fazia questão de transgredir várias das normas de conduta impostas pelas instituições religiosas. Vivia o Zen à sua própria maneira. Apesar da fama de excêntrico, Ikkyu logo se viu cercado de discípulos, entre eles, grandes artistas e poetas.
Ikkyu vivia com Mori, uma cantora cega que se tornou o grande amor de sua vida. Ele morreu aos 87 anos.

## Legado
Na cultura popular ele é um pequeno menino monge muito esperto, que sempre supera os adultos e as autoridades. É assim que aparece em desenhos animados, por exemplo.
Na tradição Rinzai Zen, ele é ao mesmo tempo um herege e um santo. Mas além disso foi um dos maiores flautistas do Japão medieval. A música  "Murasaki Reibo" é atribuída a ele. Ikkyu também foi determinante no desenvolvimento da cerimônia do chá e na arte caligráfica japonesa.

## Na cultura
Ikkyu tornou-se um herói popular do Japão e desde o século XIX tem sido protagonista vários milhares de livros, principalmente para crianças. Também se tornou personagem de games, mangás e protagonista de uma série de desenhos animados de muito sucesso chamada Ikkyu-san, produzida pela Toei Animation entre 1975 e 1982.
Em 1993, o quadrinista Hisashi Sakaguchi começou a publicar em partes, na revista Afternoon (da editora Kodansha), uma biografia de Ikkyu finalizada em 1995. A obra foi premiada pela Japan Cartoonists Association em 1996.